# Nakajima (Fukushima)
Pour les articles homonymes, voir Nakajima.
Nakajima (中島村, Nakajima-mura) est un village japonais (村, mura ou son) situé dans la préfecture de Fukushima.
Sa population au 1er juin 2013 est estimée à 5 019 habitants.